# Aubonne, Doubs
Aubonne är en kommun i departementet Doubs i regionen Bourgogne-Franche-Comté i östra Frankrike. Kommunen ligger i kantonen Montbenoît som tillhör arrondissementet Pontarlier. År 2022 hade Aubonne 260 invånare.

## Befolkningsutveckling
Antalet invånare i kommunen Aubonne
Referens:INSEE